# Melilla La Vieja

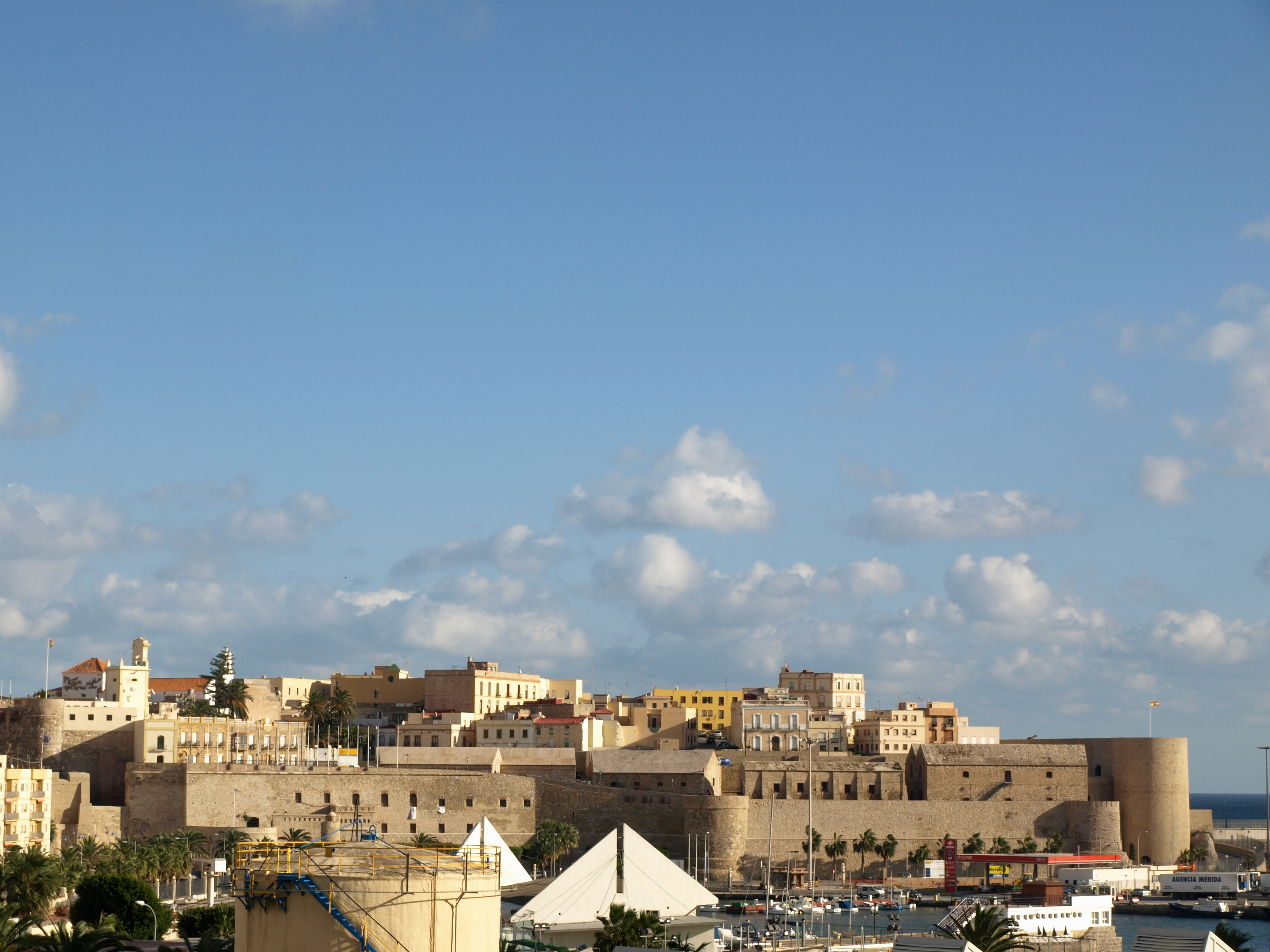
Melilla La Vieja, 2009

Melilla la Vieja ("Gamla Melilla") är namnet på en stor fästning som ligger omedelbart norr om hamnen i Melilla, en av Spaniens Plazas de soberanía på den nordafrikanska kusten. Byggt under 1500- och 1600-talen, har mycket av fästningen restaurerats under de senaste åren.
Fästningen innehåller många av Melillas viktigaste historiska platser, bland dem ett arkeologiskt museum, ett militärmuseum, the Church of the Conception och en serie grottor och tunnlar, som Conventico Caves, som har använts sedan fenicisk tid.